# Hãm hiếp trong thời gian chiếm đóng Đức

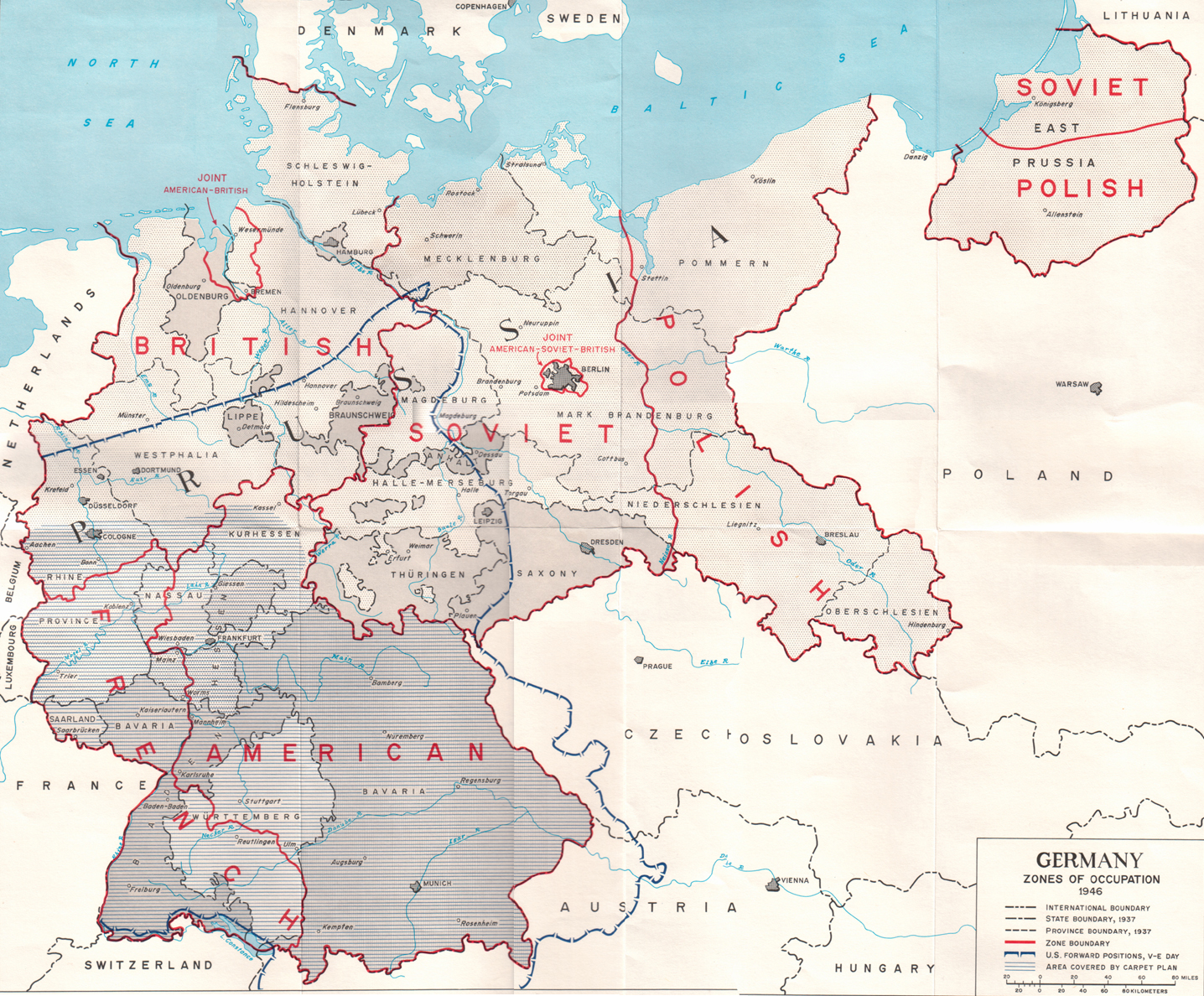
Thay đổi lãnh thổ và vùng chiếm đóng Đức sau Đức đầu hàng. Bao gồm tuyến giao đấu dọc theo sông Elbe mà quân đội Hoa Kỳ đã rút khỏi vào tháng 7 năm 1945

Khi đồng minh tiến vào và chiếm đóng lãnh thổ Đức trong những giai đoạn cuối của thế chiến thứ hai, những cuộc hiếp dâm tập thể đã xảy ra trong lúc còn đang chiến đấu cũng như trong thời gian chiếm đóng sau đó. Những nhà học giả phương Tây đồng ý là đa số các vụ cưỡng dâm là do binh lính Liên Xô thực hiện, nhưng những phỏng chừng về số vụ cưỡng bức thì lại rất khác nhau. Các sử gia Nga chỉ trích các phỏng đoán này và lý luận là những vụ hiếp dâm này không nhiều như phương Tây mô tả. Những vụ cưỡng hiếp đã chìm trong im lặng nhiều thập niên., Theo như Antony Beevor, những tài liệu của NKVD đã tiết lộ các lãnh đạo Liên Xô biết chuyện gì đã xảy ra, có cả những vụ hiếp dâm phụ nữ Nga mà được giải phóng từ những trại lao động, nhưng không kịp làm gì để ngăn chặn nó, trong khi những nguồn thông tin khác cho thấy các lãnh tụ Liên Xô đã nhanh chóng hành động nhằm dập tắt các hành động hãm hiếp này.

## Quân đội Liên Xô
Các sử gia đã viết về việc hãm hiếp gây ra bởi quân đội Đồng minh phương Tây (Anh, Mỹ) và Hồng quân khi những lực lượng này đánh vào lãnh thổ Đệ tam Đế quốc và trong suốt thời đồng minh chiếm đóng Đức.
Trên lãnh thổ Đức Quốc xã, nó bắt đầu vào ngày 21 tháng 10 năm 1944 khi các quân đoàn của Hồng quân vượt qua cây cầu bắt qua rạch Angerapp và gây ra vụ thảm sát Nemmersdorf trước khi họ bị đánh bật trở lại vài giờ sau đó.
Có những cuộc hãm hiếp xảy ra trong vùng chiếm đóng của Liên Xô. Có những phỏng đoán cho rằng con số phụ nữ Đức bị cưỡng hiếp bởi binh lính Liên Xô lên đến tới 1-2 triệu người.
Khi chính trị gia Nam Tư Milovan Djilas than phiền về nạn hiếp dâm ở Nam Tư, Stalin lập đi lập lại rằng, ông ta phải "hiểu được điều này nếu một người lính vượt hàng ngàn cây số qua máu, lửa đạn và cái chết vui chơi với một người phụ nữ hay đùa giỡn một chút." Trong một dịp khác, khi được kể là binh lính Hồng quân hãm hiếp người tị nạn Đức, ông được tường thuật là đã trả lời: "Chúng ta đã dạy dỗ binh lính nghiêm khắc quá mức; phải để cho họ có sáng kiến của họ."
Sử gia Norman Naimark viết, sau mùa hè 1945, binh lính Liên Xô mà bị bắt vì tội hiếp dâm thường dân Đức sẽ bị phạt tới mức độ nào đó, từ giam tù cho tới hành quyết. Bất chấp việc bị trừng phạt, các vụ hiếp dâm vẫn xảy ra cho tới mùa đông 1947–48, khi quân đội Liên Xô ra lệnh giới nghiêm binh sĩ trong những doanh trại có kiểm soát chặt chẽ, tách rời họ ra khỏi người dân cư trú trong vùng Liên Xô chiếm đóng ở Đức.

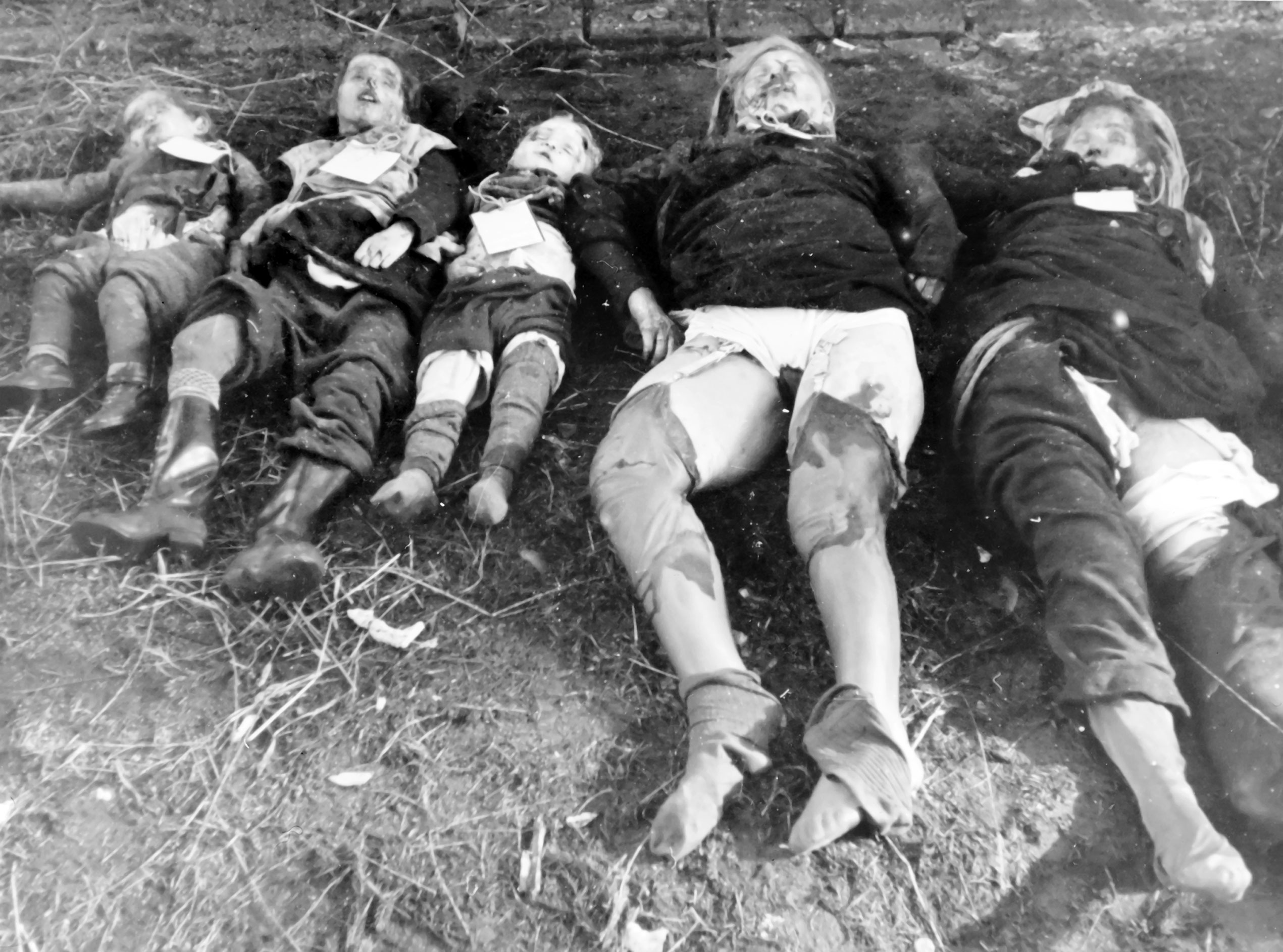
Bức ảnh của Đức với ghi chú: "Nahaufnahme von den beiden Frauen und den drei Kindern" (ảnh chụp hai người phụ nữ và ba đứa trẻ). Hình ảnh tại Thư viện Quốc hội Mỹ.

### Phân tích
- Trong bài phân tích của ông về các động cơ đằng sau các vụ hãm hiếp rộng lớn của Liên Xô, Norman Naimark nêu ra "tuyên truyền sự căm thù, những kinh nghiệm cá nhân về những sự tàn phá tại quê nhà, và có lẽ những hình ảnh làm mất phẩm giá phụ nữ Đức trên báo chí, chứ chưa kể đến giữa những người lính với nhau" là một phần của lý do cho các vụ cưỡng hiếp xảy ra.[16] Naimark cũng cho là hậu quả của khuynh hướng nhậu say xỉn (mà dễ kiếm ở Đức) dẫn lính Liên Xô tới việc hiếp dâm, đặc biệt hiếp xong rồi giết.[17] Naimark cũng cho là có lẽ văn hóa phụ quyền của người Nga, và của các xã hội Á Châu thuộc Liên Xô, nơi các ô nhục trong quá khứ được trả đũa bằng cách hãm hiếp những phụ nữ của kẻ thù.[18] Việc người Đức có điều kiện sống cao hơn trông thấy, mặc dù đất nước bị tàn phá, "có thể đã góp phần vào cảm giác tự ti mặc cảm giữa những người Nga". Suy nghĩ cần lấy lại thanh danh do mặc cảm này tạo nên, cùng với ước muốn trả thù lính Đức, có lẽ là lý do nhiều phụ nữ bị hiếp trước công chúng hay trước mặt chồng mình trước khi cả hai bị giết chết.[18]
- Theo như Antony Beevor, trả thù không phải là lý do duy nhất của những vụ hiếp dâm thường xuyên; một lý do quan trọng khác do là quân đội Liên Xô có cảm giác là họ được lấy tất cả những chiến lợi phẩm, kể cả đàn bà. Beevor chứng minh khám phá này với thí dụ là quân đội Liên Xô cũng hãm hiếp gái Liên Xô và Ba Lan được giải phóng từ những tại tập trung Đức Quốc xã cũng như những người bị cưỡng bức lao động tại các nông trại và các hãng xưởng.[19]
- Theo như Alexander Statiev, trong khi binh lính Liên Xô trọng nể công dân của mình và của những quốc gia thân hữu, họ cảm thấy họ là những kẻ chinh phục hơn là giải phóng ở những vùng thù địch. Họ xem bạo động chống lại thường dân là một ân huệ cho kẻ chiến thắng sau khi trải qua bao hiểm nguy ở chiến trường. Statiev dẫn chứng thái độ của một người lính Liên Xô để chứng minh cái hiện tượng này: "Báo thù! Bạn là một người lính báo thù!... giết người Đức, và nhảy xổ lên đàn bà Đức! Đó là cách một người lính ăn mừng chiến thắng!"[20]
- Richard Overy, một sử gia từ King's College London, đã chỉ trích cái nhìn của người Nga, quả quyết là họ từ chối không biết đến Tội ác chiến tranh của Liên Xô trong thời chiến, "một phần vì họ cảm thấy đó là sự báo thù xác đáng chống lại một kẻ thù mà đã gây những tội ác còn tệ hại hơn nữa trên đất nước họ, và một phần vì là những kẻ thắng cuộc tự viết lịch sử."[21]
- Sử gia Geoffrey Roberts viết rằng tình trạng hiếp phụ nữ xảy ra ở mọi quốc gia, nhưng nhiều nhất ở Áo và Đức: 70.000–100.000 vụ ở Viên, và hàng trăm ngàn vụ hiếp dâm ở Đức. Ông cho là có lẽ quân đội Đức đã phạm phải cả hàng chục ngàn vụ hiếp dâm tại mặt trận phía Đông, nhưng giết người là một tội ác tiêu biểu hơn của lính Đức.[22]

### Chỉ trích từ các sử gia Nga
Nhiều sử gia Nga lý luận, mặc dù có những hành động quá mức và những mệnh lệnh thô bạo, hồng quân nói chung đã có thái độ tôn trọng đối với dân chúng Đức.
- Theo như Oleg Rzheshevsky, chủ tịch của hội sử gia Nga về thế chiến thứ hai, có 4.148 sĩ quan và "một số đáng kể" binh lính Hồng Quân đã phạm những tội ác này. Makhmud Gareyev, Chủ tịch Học viện Khoa học Quân sự, cho rằng các tội ác như bạo lực tình dục là những sự việc không tránh khỏi trong chiến tranh, và rằng các binh lính của các quân đội Đồng minh khác (Anh, Mỹ, Pháp...) cũng mắc phải tội ác này. Tuy nhiên, nói chung, ông ta nói, quân đội Liên Xô đã đối xử nhân đạo với người Đức.[7]

Makhmut Gareev cho biết ông ta không nghe tới về những bạo động tình dục. Ông ta cho là "những việc tàn bạo, bao gồm về tình dục, đã xảy ra", nhưng chúng "không thể không có sau những việc Đức Quốc xã đã làm ở Liên Xô", nhưng ông cũng cho biết "những trường hợp đó bị ngăn chặn và trừng phạt nghiêm khắc" và "chúng không xảy ra nhiều." Ông lưu ý là các lãnh đạo quân đội Liên Xô đã ký một lệnh hành chính vào ngày 19 tháng 1 năm 1945 mà đòi hỏi ngăn ngừa đối xử tàn bạo với dân chúng địa phương.
Vào năm 2015 các cuốn sách của Beevor đã bị cấm tại một số trường học và đại học Nga.

### Ảnh hưởng xã hội
Một số "em bé Nga" đã được sinh ra trong thời chiếm đóng, nhiều đứa trong số này là kết quả cúa một vụ hiếp dâm.
Về ảnh hưởng xã hội của việc bạo động tình dục này, Naimark ghi nhận:
| “ | Trong mọi trường hợp, cũng như một người bị hiếp dâm sống sót phải chịu ảnh hưởng của tội ác này cho tới khi chết, nỗi đau khổ tập thể cũng khó mà chịu đựng nổi. Tâm lý xã hội của đàn bà và đàn ông trong vùng Liên Xô chiếm đóng đã bị đánh dấu bởi tội ác hiếp dâm từ những ngày đầu bị chiếm đóng, qua thời thành lập DDR vào mùa thu 1949, cho tới, cho dù có tranh cãi, hiện tại. | ” |

## Văn hóa đại chúng
Năm 2013, một nghệ sĩ tại Ba Lan có tên là Jerzy Szumczyk đã tạc một bức tượng mang tên Komm Frau (nghĩa là Đến đây nào người phụ nữ), xuất hiện trên Đại lộ Chiến thắng của Gdańsk. Bức tượng cho thấy một người lính Liên Xô cưỡng hiếp một phụ nữ mang thai khi anh ta dí súng vào đầu cô. Sau đó, nó gây nên làn sóng dư luận của công chúng. Tuy nhiên, nỗ lực tưởng nhớ các nạn nhân của nghệ sĩ Ba Lan chỉ tồn tại trong thời gian ngắn và bức tượng đã bị dỡ bỏ. Người nghệ sĩ đã bị chính quyền ở miền bắc Ba Lan bắt giữ ngay sau đó và được thả sau khi thẩm vấn.